# Esther Matossi
Esther Matossi (* 15. September 1906 in Winterthur; † 24. Oktober 1979 in Zürich, heimatberechtigt in Silvaplana und Zürich) war eine Schweizer Bildhauerin, Keramikerin und Zeichnerin.

## Leben und Werk
Esther Matossi absolvierte nach der Schule ein Welschlandjahr, gefolgt von einem Auslandaufenthalt in England. Anschliessend liess sie sich an der privaten Académie Scandinave in Paris im Atelier von Charles Despiau zur Bildhauerin ausbilden. In Zürich bildete sie sich bei Ernst Georg Rüegg und Walter Roshardt (1897–1966) weiter. Sie unternahm zahlreiche Reisen, die sie zu Skizzen, Monotypien und Zeichnungen inspirierte.  
Matossi war langjähriges Mitglied der Zürcher Sektion der Gesellschaft schweizerischer Malerinnen, Bildhauerinnen und Kunstgewerblerinnen und deren Quästorin. Ab 1955 bis zu ihrem Tod war sie auch deren Präsidentin. Zudem war sie mehrere Jahre aktives Mitglied des Stiftungsrates der Kranken- und Unterstützungskasse für schweizerische Bildende Künstler. Sie setzte sich speziell für die Frauenanliegen ein. So wurden dank ihr auch Kunstgewerblerinnen als Mitglieder aufgenommen. 
Esther Matossi wurde 1974 zur Zentralpräsidentin der GSMB+K gewählt und war in dieser Funktion bis 1978 tätig. Anschliessend wurde sie zur Ehrenpräsidentin ernannt. In Zürich gibt es die «Esther Matossi-Stiftung». Diese fördert das Kunstschaffen in der Schweiz lebender bildender Künstlerinnen durch Gewährung von Werkbeiträgen.